# Série bleue (Bob et Bobette)
La série bleue (ou « collection bleue ») des aventures de Bob et Bobette désigne une suite de huit récits en bandes dessinées créés par Willy Vandersteen et initialement publiés par épisodes hebdomadaires dans le Journal de Tintin et son édition en néerlandais Kuifje entre 1948 et 1958. Ils seront rassemblés à partir de 1952 en albums caractérisés par l'encadrement bleu de la couverture, afin de les distinguer de la série rouge classique. Ces huit aventures présentent avec la série classique de notables différences. La plupart sont reconnues comme comptant au nombre des chefs-d'œuvre de Vandersteen. 

## Les origines
Lancé en septembre 1946, Le Journal de Tintin est d'emblée un grand succès sur les marchés francophones, mais la diffusion de l'édition flamande Kuifje n'est pas jugée satisfaisante. Or, en Flandre, s'affirme au même moment la grande popularité de la série Suske en Wiske (Bob et Bobette) dessinée par Willy Vandersteen.
Les responsables du Journal de Tintin, Hergé en tête, proposent donc au dessinateur anversois un marché gagnant-gagnant en lui offrant de publier chez eux : Vandersteen pourra ainsi élargir son audience au public francophone, en échange de quoi il apportera à Kuifje la possibilité d'étendre son lectorat en Flandre.
Cette série spéciale est inaugurée avec Le Fantôme espagnol, dont la première planche est publiée dans Le Journal de Tintin du 16 septembre 1948. Ce premier récit est encore en bichromie (noir + différentes nuances de rouge), mais l'aventure suivante (La Clé de bronze) est d'emblée publiée en quadrichromie.
La série s'interrompt après la publication du 8e album, Vandersteen cessant alors sa collaboration avec l'équipe d'Hergé, sans doute à la suite de désaccords. Un 9e récit devait paraître dans le Journal de Tintin en 1959 sous le titre Le Sonomètre, mais Vandersteen n'en a esquissé que les premières planches  et cette aventure n'a jamais été poursuivie. En 2020, à l'occasion des 75 ans de la série, François Corteggiani reprend le matériel existant de Vandersteen pour terminer le scénario, dont le dessin est confié à Dirk Stallaert.

## Caractéristiques de la série
En intégrant l'équipe de dessinateurs réunie autour de Hergé, Willy Vandersteen a été conduit à profondément modifier son style narratif et graphique afin d'adapter l'univers de Bob et Bobette à ce nouveau contexte, tout en poursuivant la publication d'aventures destinées au public néerlandophone et restant fidèle à l'esprit originel de la série. Pendant une dizaine d'années, on va avoir deux séries parallèles — la bleue et la rouge — qui n'ont guère en commun que le fait d'être intitulées « Bob et Bobette ».

### Les personnages
Les personnages récurrents ne sont plus qu'au nombre de trois : monsieur Lambique, Bob et Bobette. Tante Sidonie et le professeur Barabas disparaissent. Le super-héros Jérôme, qui fait ses débuts dès 1952 dans la série classique, n'apparaît jamais dans la série bleue.
Alors que Lambique, au début de la série classique, se présente comme un bouffon imprévisible et balourd, il se conduit dans la série bleue comme un adulte responsable, juste un peu gaffeur. Il peut même devenir véritable homme d'action, est ainsi le vrai héros du Gladiateur-mystère.
Si, dans la série rouge Bob et son amie Bobette ont une apparence de jeunes enfants, ils évoluent très vite dans la série bleue pour devenir des pré-adolescents plus mûrs, moins capricieux. La différence physique est accentuée chez Bobette : au lieu d'une petite touffe serrée par un nœud au sommet du crâne, elle arbore une chevelure blonde mi-longue et bouclée. Elle ne joue plus à la poupée. On la voit encore brandir la sienne (Fanfreluche) dans le Fantôme espagnol mais elle la délaisse bien vite, alors qu'elle ne s'en sépare jamais dans la série rouge.

### Les scénarios
Willy Vandersteen se plie à la tonalité didactique et volontiers moralisatrice des BD de l'école de Bruxelles. Si l'humour reste présent, les récits sont beaucoup plus construits et cohérents, s'éloignent notablement de la combinaison spécifiquement flamande de burlesque et de fantastique qui imprègne la série rouge.
La dimension de l'identité flamande, toujours sous-jacente dans cette dernière, est estompée. Les récits se référant au passé de la Flandre (Le Fantôme espagnol, le Trésor de Beersel) peuvent s'inscrire dans une perspective pan-belge plus accessible au lecteur francophone. D'ailleurs, La Clé de bronze se passe essentiellement sur la Côte d'azur, et Les Martiens sont là entièrement en France.

### Le graphisme
Toujours sous l'influence de Hergé, Vandersteen s'écarte très vite du dessin cursif de ses premières réalisations pour adopter un trait plus rigoureux, plus détaillé et réaliste, stimulé en cela par le passage à la couleur dès le 2e récit de cette série : il entre alors pleinement dans ce qu'on appellera plus tard la ligne claire, style qui caractérisera dorénavant toutes ses œuvres.

## Les albums
- édition Le Lombard, collection La Collection du Lombard

Sous le titre de série Les Aventures de Bob et Bobette
1. Le Fantôme espagnol (1952)

Sous le titre de série M. Lambique, Bob et Bobette
1. Le Casque tartare (1955)
2. Le Trésor de Beersel (1955)
3. Le Gladiateur-mystère (1955)
4. Les Martiens sont là (1956)

Sans titre de série
1. La Clef de bronze (1957)

- éditions Erasme, collection Scriptoria

1. (Re du 1 Lombard) Le Fantôme espagnol (1983)
2. (Re du 3 Lombard) Le Trésor de Beersel (1983)
3. (Re du 2 Lombard) Le Casque tartare (1983)
4. (Re du 6 Lombard) La Clef de bronze (1983)
5. (Re du 5 Lombard) Les Martiens sont là (1984)
6. (Re du 4 Lombard) Le Gladiateur-mystère (1984)

- éditions Standaard, collection Les Grands Classiques de Willy Vandersteen - Bob et Bobette - Collection Bleue

1. (Re du 1 Lombard) Le Fantôme espagnol (1993)
2. (Re du 6 Lombard) La Clef de bronze (1995)
3. (Re du 2 Lombard) Le Casque tartare (1995)
4. (Re du 3 Lombard) Le Trésor de Beersel (1995)
5. (Re du 4 Lombard) Le Gladiateur-mystère (1996)
6. (Re du 5 Lombard) Les Martiens sont là (1996)
7. (Re du 112 série rouge en version intégrale publiée dans Tintin) Les Masques blancs (1997)
8. (Re du 100 série rouge en version intégrale avec son titre d'origine lors de la publication dans Tintin) La Cavale d'or (1997)
9. Le Sonomètre, scénario de François Corteggiani et Willy Vandersteen, dessin de Dirk Stallaert, avec cahier de 8 pages présentant la genèse de cet album ébauché par Willy Vandersteen (2020)
10. Le Joker Disparu, scénario de Ronald Grossey, dessin de Dirk Stallaert (2022)

## Évaluations
Les albums de la série bleue sont très généralement considérés comme l'âge d'or de l'art de Willy Vandersteen. Le « hit-parade » en ligne tenu par un site néerlandophone consacré à Bob et Bobette classe 3 de ces albums (sur plus de 300) en tête du classement (dans l'ordre, Le Trésor de Beersel, Le Fantôme espagnol et La Clef de bronze), et 3 autres dans les 20 premières places.
Les planches originales de la série bleue font en quasi-totalité partie d'un lot qui a été acquis par un collectionneur qui malheureusement se refuse à ce qu'elles soient exposées. La valeur de chacune d'elles était estimée en 2009 entre 15 et 20 000 euros.